# Список умерших в 807 году

## Январь
- 7 января — Видукинд Саксонский, вождь язычников-саксов в их борьбе против Франкского государства.

## Дата смерти неизвестна или требует уточнения
- Адарнасе I, грузинский дворянин, родоначальник династии Багратионов.
- Артен ап Сейсилл, король Сейсиллуга (740—807).
- Кутред, король Кента (798—807).